# Rafz
Rafz est une commune suisse du canton de Zurich. Proche de la frontière allemande, elle fait partie du district de Bülach.

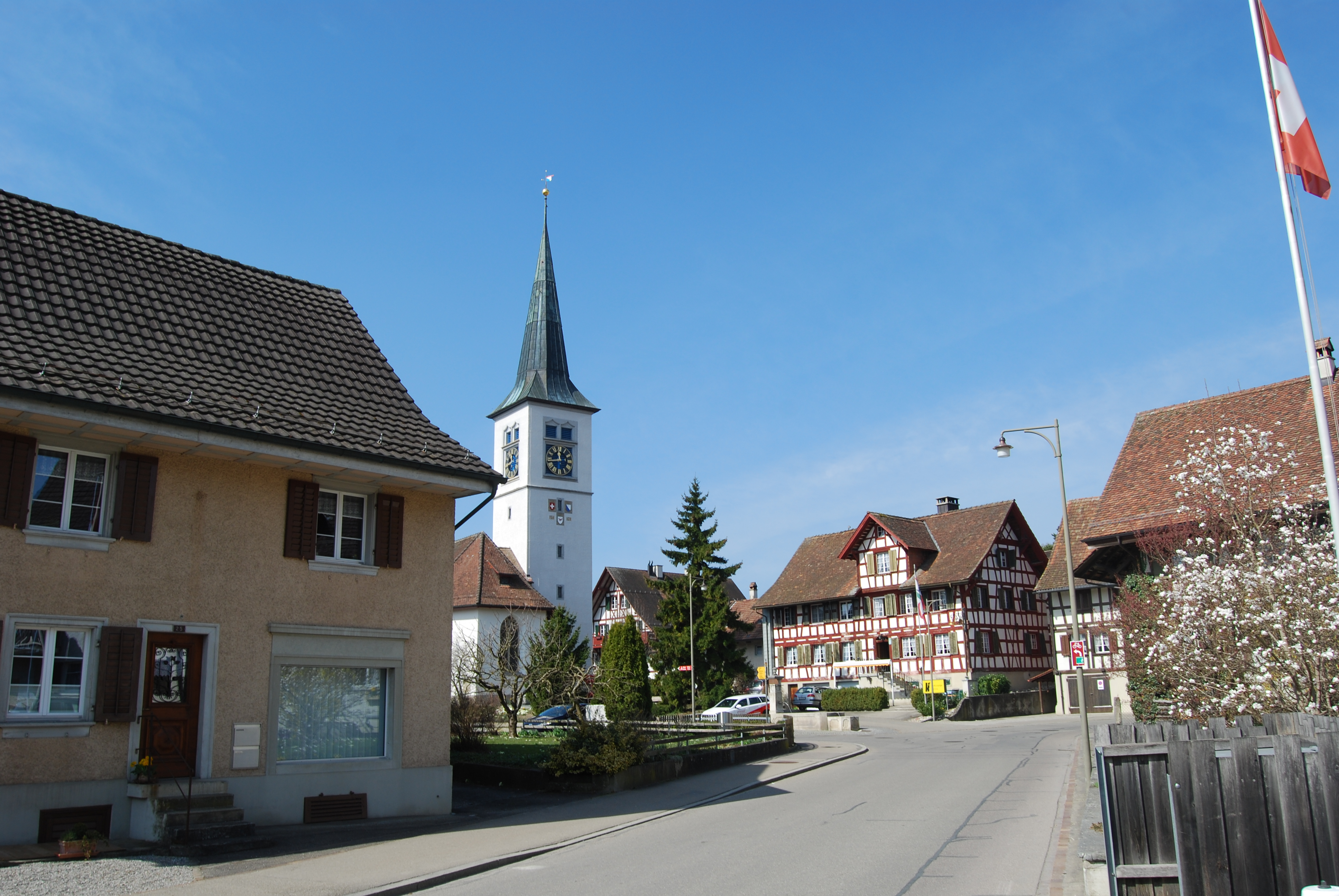
Rafz.

Photo aérienne prise à 300 m par Walter Mittelholzer (1923).